# 1,3-dichloorpropeen
1,3-dichloorpropeen is een gechloreerde koolwaterstof. Door aanwezigheid van een asymmetrische dubbele binding niet chiraal bestaan er twee stereo-isomeren van: cis en trans). Het is een kleurloze vloeistof met een scherpe geur.

## Toepassingen
1,3-dichloorpropeen (als mengsel van de twee isomeren) wordt hoofdzakelijk gebruikt in de land- en tuinbouw, om de bodem te ontsmetten, 4 tot 8 weken vóór het planten of zaaien. Deze toepassing heeft aan belang gewonnen omdat de stof een alternatief is voor methylbromide, waarvan het gebruik door het protocol van Montreal verboden is (in tegenstelling tot methylbromide is 1,3-dichloorpropeen niet ozonafbrekend). Het is een nematicide, doeltreffend tegen aaltjes; in mindere mate ook tegen insecten, schimmels, virussen en (als neveneffect) tegen onkruiden. De toediening gebeurt door directe injectie in de bodem of via druppelirrigatie. De handelsnaam van een product met 1,3-dichloorpropeen is Telone van Dow AgroSciences.

## Regelgeving
De Europese Commissie heeft evenwel besloten om het gebruik van 1,3-dichloorpropeen als bestrijdingsmiddel niet meer toe te laten: met ingang van 20 maart 2008 mogen geen toelatingen meer verstrekt worden voor producten met 1,3-dichloorpropeen. Bestaande voorraden mogen nog één jaar langer, tot 20 maart 2009, gebruikt worden. Dit verbod is gebaseerd op de vaststelling, dat bij het gebruik van 1,3-dichloorpropeen er verschillende bekende en onbekende polygechloreerde onzuiverheden in het milieu terechtkomen, waarvoor geen informatie beschikbaar is over hun gedrag in het milieu (persistentie, toxicologisch gedrag, opname door gewassen, accumulatie, metabolisme, residugehalte). Het kan daarom niet aangetoond worden dat de blootstelling van de consument aanvaardbaar is; en er bestaat een mogelijk risico van grondwaterverontreiniging, voor vogels, zoogdieren, in het water levende dieren en andere niet-doelorganismen.

## Toxicologie en veiligheid
1,3-dichloorpropeen is ontvlambaar. De damp kan met lucht een explosief mengsel vormen. Kortstondige blootstelling kan leiden tot irritatie van de ogen, de huid en de luchtwegen. De stof kan effecten hebben op het centraal zenuwstelsel. Herhaalde of langdurige blootstelling kan de huid gevoelig maken. 1,3-dichloorpropeen is mogelijk kankerverwekkend en mutageen. De grenswaarde voor beroepsmatige blootstelling is 1 ppm (5 mg/m3) als tijdgewogen gemiddelde.
Het is zeer giftig voor waterorganismen. Het wordt vrij snel afgebroken in het milieu (de halveringstijd is theoretisch minder, in de praktijk meer dan 24 uur).